# Línea 422 (Santiago de Chile)
La Línea 422 de Red (anteriormente llamado Transantiago) une la Población Teniente Mérino con La Reina, recorriendo toda la Avenida Libertador General Bernardo O'Higgins.
La 422 es uno de los recorridos principales del sector centro de Santiago, así como también de acceso al Metro Pudahuel, acercándolos en su paso, también a la Avenida San Pablo y a través de la Avenida Irarrázaval.
Forma parte de la UN 5, operada por Metbus, correspondiéndole el color rojo a sus buses.

## Flota
El 422 opera con buses BYD K9 100% Electrico estándar red.

## Historia
La línea 422 fue concebida como una de las principales rutas del plan original de Transantiago, al cruzar la ciudad de punta a punta. Su preponderancia aumenta al ser la línea que se sobrepone a la mayoría del trazado de la línea 1 del Metro de Santiago, la principal de la red del ferrocarril metropolitano.
Anteriormente este servicio se llamaba 402c. Su trazado iba desde Pudahuel hasta el Metro San Pablo, luego fue extendido hasta Plaza Italia y más tarde el servicio 422 se fusionó con el 403c y actualmente llega hasta La Reina producto de esta fusión.
El día 4 de julio de 2020, el servicio se le fue traspasado a Metbus S.A. y fue extendido hasta el terminal Los Espinos por la calle Diagonal Las Torres en la comuna de Peñalolén.

## Trazado

### 422 Población Teniente Mérino - La Reina
| - Comuna de Pudahuel - José Manuel Guzmán Riesco - Río Viejo Sur - José Joaquín Pérez - Federico Errázuriz - Av. San Pablo - Comuna de Lo Prado y Quinta Normal - Av. San Pablo - Comuna de Quinta Normal y Santiago - Av. Matucana - Comuna de Santiago - Erasmo Escala - Chacabuco - Av. Libertador Bernardo O'Higgins - Portugal(*) - Diez de Julio Huamachuco(*) - Comuna de Ñuñoa - Av. Irarrazaval - Comuna de La Reina - Av. Larraín - Andacollo - Mamiña - Parinacota - Av. Larraín - Las Perdices - Av. José Arrieta | - Comuna de La Reina - Av. José Arrieta - Las Perdices - Talinay - Quillagua - Av. Larraín - Comuna de Ñuñoa - Av. Irarrazaval - Comuna de Santiago - Diez de Julio Huamachuco - Portugal - Av. Libertador Bernardo O'Higgins - Comuna de Santiago y Quinta Normal - Av. Matucana - Comuna de Quinta Normal - Martínez de Rozas - Santa Genoveva - Av. San Pablo - - Comuna de Lo Prado - Av. San Pablo - - Comuna de Pudahuel - Av. San Pablo - Federico Errázuriz - San Daniel - Serrano - José Joaquín Pérez - Río Viejo Sur - El Tranque - Río Itata - José Manuel Guzmán Riesco |

(*)Durante la hora punta de mañana, de lunes a viernes de 7:30 a 10:00 horas el servicio de regreso está afecto a desvíos por reversibilidad de calles Portugal y 10 de Julio Huamachuco.
| - Solo Ida - Av. Libertador Bernardo O'Higgins - Doctor Ramón Corvalan - Baron Pierre de Coubertin - Av. Vicuña Mackenna - Av. Irarrazaval - Retorno a ruta original |

## Puntos de Interés
- Municipalidad de Pudahuel
- Metro Pudahuel
- Metro San Pablo
- Municipalidad de Lo Prado
- Hospital San Juan de Dios
- Metro Estación Central
- Metro Los Héroes
- Centro Cultural Palacio La Moneda
- Metro Irarrázaval
- Municipalidad de Ñuñoa
- Metro Plaza Egaña
- Metro Fernando Castillo Velasco
- Hospital Militar de Santiago